# Emma (keresztnév)
Az Emma női név germán eredetű, alakváltozataival, az Irma és a német Erma névvel együtt Ermin, Irmin germán isten nevéből származik, más feltevések szerint a germán hermion néptörzs nevéből ered. Irmin a háború germán istene, vagy a zivatar démona. Nevének jelentése egyes források szerint: nagyság. Az Emma egyben az Erm-, Irm- kezdetű nevek rövidülése is.

## Alakváltozatok
- Emmi:[1] az Emma önállósult beceneve.[6]

## Gyakorisága
Az 1990-es években az Emma igen ritka, az Emmi szórványos név, a 2000-es években az Emma a 23-85. leggyakoribb női név, az Emmi nem szerepel az első százban.

## Névnapok
Emma, Emmi
- április 19.[6]
- június 29.[6]
- november 24.[6]
- november 25.[6]

## Híres Emmák, Emmik
- „Emma” utónevű személyek szócikkeinek listája a Wikidata alapján
- „Emmi” utónevű személyek szócikkeinek listája a Wikidata alapján
- „Emmy” utónevű személyek szócikkeinek listája a Wikidata alapján